# Łysa Góra (Równina Łowicko-Błońska)
Łysa Góra – niewielkie niezalesione wzniesienie, w granicach administracyjnych miasta Błonie (północno-wschodnia część), położone na Równinie Łowicko-Błońskiej, na wschodniej krawędzi doliny rzeki Utraty.
Badania archeologiczne (z lat 1950–1951 oraz 1971) ujawniły tu istnienie grodziska wczesnośredniowiecznego z XIII wieku, a w głębszych warstwach pozostałości osadnictwa z VIII wieku. Grodzisko wznosi się ok. 10 metrów ponad otaczającymi je łąkami.
Grodzisko o kształcie owalnym (100 × 120 m) składało się z dwóch części: z wydzielonego stożka (8 × 18 × 8 m) oraz otaczającego go półkolistego majdanu. Stożek i majdan otaczały wały południowy, środkowy i północny oraz fosa. Wał południowy i fosa grodu na skutek prac rolniczych prawie nie zachowały się. Wały miały konstrukcję drewniano-ziemną. Przejście między stożkiem a drugą częścią grodu było możliwe prawdopodobnie poprzez zwodzony most nad fosą. Na majdanie odkopano pozostałości ceglanego budynku mieszkalnego, a w jego środku luźne fragmenty cegieł, ułamki naczyń z gliny oraz fragmenty szkliwionych dzbanów z białej glinki. Odnaleziono też pozostałości po warsztacie brązowniczym oraz relikty takie, jak bransolety, nożyce, klucze, groty strzał.
Ceglana budowla pełniła prawdopodobnie funkcję dworu – siedziby władcy grodu. Jako pozostałość siedziby książęcej jest jednym z najcenniejszych zabytków archeologicznych Mazowsza.
Znaczenie grodu w Błoniu wzrosło wraz ze zbudowaniem murowanego pałacu książęcego, co przypuszczalnie miało miejsce około połowy lat czterdziestych XIII w., gdy ta nadawała się na siedzibę dorosłego już Siemowita I. Przypuszczalnie zbudowany z cegły w stylu późnoromańskim budynek pałacu książęcego miał u podstawy kształt czworoboku o rozmiarach w przybliżeniu 10 × 9 m. W tym czasie jego ojciec Konrad I Mazowiecki najchętniej przebywał w Łęczycy. Po śmierci swojego ojca i brata Bolesława I, Siemowit I objął samodzielną władzę na Mazowszu, co wiązało się z ciągłymi podróżami po dzielnicy. Główną siedzibą księcia był wtedy przejęty po bracie Płock. Bolesław I w dniu 24 czerwca 1261 r. wystawił w Błoniu dokument. Wystawienie przez Konrada II w 1282 r. w Błoniu dokumentu świadczy, że tamtejsza siedziba książęca jeszcze w tym czasie funkcjonowała. Do upadku grodu i zniszczenia znajdującej się wewnątrz rezydencji doszło przypuszczalnie podczas walk między synami Siemowita I – Konradem II i Bolesławem II, w latach 80. XIII w.